# Германците от Долината на смъртта
Германците от Долината на смъртта (наричани така в медиите) са четиричленно семейство туристи от Германия, които изчезват в „Долината на смъртта“ в САЩ на 23 юли 1996 г. Въпреки мащабната спасително-издирвателна операция, от тях не са открити никакви следи и търсенето бива прекратено. Едва през 2009 г. останките на двамата възрастни членове на семейството са открити от планинските спасители Том Махуд и Лес Уокър, които претърсват предварително набелязан район, към който, според тях, е възможно да са се отправят туристите.

## Произход
Семейството се състои от Егберт Римкус (архитект, 34 г.), неговият син Георг Вебер (10 г.), приятелката на Римкус, Корнелия Майер (27 г.) и синът ѝ Макс Майер (4 г.), и четиримата от Дрезден. Те пристигат в САЩ на 8 юли 1996 г. на международното летище „Сиатъл–Такома“, като веднага след това хващат полет за международното летище „Лос Анджелис“, откъдето вземат под наем тъмнозелен миниван „Плимът Вояджър“. След известно време, прекарано в района на Сан Клементе, те отиват до Лас Вегас, където отсядат в хотел „Трежър Айлънд“. Още в началото на пътуването, на 12 юли, Римкус се обажда до банката си в Германия с молба да му бъдат преведени 1500 долара в Калифорния, а освен това праща факс от хотела във Вегас до бившата си жена за допълнителни пари (които така и не биват изпратени), преди семейството да влезе в парка на 22 юли.

## Изчезване и търсене
Семейството има резервирани билети за обратен полет до Германия за 27 юли 1996 г., но няма доказателства, че се качва на борда на самолета или напуска САЩ. Бившата съпруга на Римкус, Хайке Вебер, се разтревожва, когато той и синът им не се връщат от екскурзията и започва да ги търси, включително чрез обявяването им за издирване от Интерпол на 14 август.
На 21 октомври 1996 г. взетият под наем от семейството миниван е намерен в изключително отдалечена и забранена за достъп на автомобили местност в парка „Долината на смъртта“, известна като каньона Анвил (35°55′37.92″ с. ш. 117°01′29.64″ з. д. / 35.9272° с. ш. 117.0249° з. д.). Откритието е направено от охранител, който прави редовен обход с хеликоптер, чиято цел е да търси нелегални лаборатории за прозводство на наркотици. При последвалата проверка се установява, че возилото е заключено и изоставено на това място от доста време, за което се съди по значителното количество прах по него. Три от гумите му (двете задни и предната лява) са спукани, а джантите увредени от карането по тях из каменистия терен в продължение на повече от три километра. Освен това се разбира, че миниванът, обявен след изтичането на едномесечния договор за наем за откраднат от фирмата, чиято собственост е, е същият, който използват туристите. В него са намерени множество вещи, сред които чисто нов и неразопакован спален чувал, палатка, няколко празни и няколко пълни бутилки от бира и уиски, фотоапарат и много филмови ленти, голямо количество играчки, а също и неизползвани резервна гума и крик. Друга любопитна находка е американско знаме, взето от т. нар. „Геоложка хижа“ в долината Бют (на 6,6 км в западна посока от местонахождението на изоставения автомобил) – доказателство, че семейството посещава и това място.
От издадените фактури от посетителския център на парка във Фърнъс Крийк става ясно, че на 22 юли са купени две копия от преведена на немски брошура, посветена на националния парк „Долина на смъртта“, едно от които е намерено в изоставената кола. При прегледа на редовното събираните от охраната книги за посетители се открива още една ценна следа. В тази от изоставения миньорски лагер Уорм Спринг има записка на немски език, очевидно оставена от семейството, с дата 23 юли 1996 г. Текстът ѝ гласи: „Минаваме през прохода“, следвана от имената на четиримата туристи. Почти напълно сигурно е, че става въпрос за прохода Менгел, недалеч от каньона Анвил, в югозападния край на долината Бют. Той е единственото място в продължение на много километри, откъдето могат да се преминат планините Панаминт, но поради изключително пресечения си терен е проходим само за автомобили 4х4, а не за този тип возило, с което разполага семейството.
Акцията по издирването на туристите започва на 23 октомври, като в рамките на следващите 4 дни общо около 250 души, подкрепени и от два хеликоптера, участват в нея. Други следи обаче не са открити, с изключение на празна бирена бутилка, полузаровена в пясъка под един храст на 2,7 км източно от колата. Тя е същата като намерените в колата, а до нея личи разчистено от камъни място на земята. На него има оставен отпечатък, най-вероятно от Егберт Римкус, като се има предвид размерът му.
По-късно, при преглед на снимките от намерения в колата фотоапарат става ясно, че една от тях е направена по залез слънце в каньона Ханаупа, на около 27 км северно от миньорския лагер, в който е оставената от туристите бележка. Това дава основание на разследващите да предположат, че семейството прекарва нощта на 22 юли, къмпингувайки на открито на това място, което се подкрепя и от факта, че не се откриват доказателства семейството да преспива в някой от хотелите или къмпингите в парка.

## Предположения за съдбата на туристите
В следващите години битуват множество теории за това какво може да се е случило с изчезналото германско семейство. Може би най-популярната сред тях е, че то само инсценира инцидента, за да „изчезне“ и започне нов живот другаде, подкрепено и от думи на колеги на Егберт Римкус, пред които той споделя, че иска да се премести в Коста Рика. В други се говори за желанието на Римкус да проникне в секретна американска военна база край Долината на смъртта, за да открие информация за неизвестни технологии, довела до похищението (или ликвидирането) на семейството от страна на американското правителство, както и за среща с престъпници, довела до гибелта на членовете му.

## Откриване на останките
През 2009 г. Том Махуд, член на местната планинска спасителна служба, се запознава със случая и разбира в кои направления е извършено първоначалното претърсване на района. На основата на тази информация той решава, че си заслужава да се отправи на юг от мястото, където е намерена колата – единствената посока, в която издирвателни действия не са провеждани, тъй като се смята, че няма логика туристите да се насочат натам. Хипотезата на Махуд е, че докато се намира в Долината на смъртта, семейството, притиснато от времето и желаещо на връщане към Лос Анджелис да посети националния парк „Йосемити“, се опитва да го достигне, като мине за по-напряко през прохода Менгел, без да знае какво е състоянието на пътя там. Когато откриват, че е непроходим, те тръгват в източна посока по пътя през каньона Анвил, предложен като алтернатива от недостатъчно подробната им карта, което води до засядането на колата им там. След като пренощува в колата, семейството се отправя на юг, за да потърси помощ в базата за разработване и тестване на оръжия „Чайна Лейк“ към Военноморския флот на САЩ, чиято северна граница е на 13 – 14 километра от тях. Навярно надеждите им са да открият добре охраняван и ограден периметър, както във военните бази в Германия – за разлика от тези в пустините в югозападните американски щати.
Махуд решава да изпробва своята теория и заедно със своя колега от спасителната служба Лес Уокър се отправят в търсене на следи от изчезналите туристи. 
На втория ден от своето търсене, 12 ноември 2009 г., те се натъкват на скелетните останки на двама възрастни, мъж и жена (35°52′02.64″ с. ш. 116°58′28.92″ з. д. / 35.8674° с. ш. 116.9747° з. д.). Близо до тях са открити паспортът и банковите карти на Корнелия Майер, както и други вещи, сред които части от дневник с написан на немски език текст и празна винена бутилка. През юни 2010 г. е съобщено, че от костите е могло да бъде извлечено ДНК-то само на Егберт Римкус. Официално останки от децата не са открити, а само обувка, която вероятно е била на някое от тях. По всяка вероятност семейството загива поради топлинен удар, дехидратация и липса на сянка по средата на разстоянието между возилото си и периметъра на базата.